# Methusalem-Quadrille
Die  Methusalem-Quadrille ist eine Quadrille von Johann Strauss Sohn (op. 376). Ort und Datum der Uraufführung sind nicht überliefert. 

## Einzelnachweis
1. ↑  Quelle: Englische Version des Booklets (Seite 87) in der 52 CDs umfassenden Gesamtausgabe der Orchesterwerke von Johann Strauß (Sohn), Hrsg. Naxos (Label). Das Werk ist als neunter Titel auf der 32. CD zu hören.